# Spoorlijn Châteauneuf-sur-Charente - Saint-Mariens-Saint-Yzan
De spoorlijn Châteauneuf-sur-Charente - Saint-Mariens-Saint-Yzan was een Franse spoorlijn van Châteauneuf-sur-Charente naar Saint-Yzan-de-Soudiac. De lijn was 69,0 km lang en heeft als lijnnummer 580 000.

## Geschiedenis
De lijn werd in gedeeltes geopend door de Compagnie du chemin de fer de Barbezieux à Châteauneuf, van Châteauneuf-sur-Charente naar Barbezieux op 20 november 1872 en van Barbezieux naar Saint-Mariens-Saint-Yzan op 5 november 1907.
Op 1 september 1938 werd het personenvervoer opgeheven. Goederenvervoer tussen Châteauneuf-sur-Charente en Barbezieux was er tot 18 april 1955, tussen Barbezieux en Clérac-Charente tot 1 januari 1990 en tussen Clérac-Charente en Saint-Mariens-Saint-Yzan tot 2014. Op dit laatste gedeelte was de lijn ook in gebruik voor de aanleg van de spoorlijn Sud Europe Atlantique.

## Aansluitingen
In de volgende plaatsen is of was er een aansluiting op de volgende spoorlijnen:
Châteauneuf-sur-Charente
RFN 579 000, spoorlijn tussen Beillant en Angoulême
Saint-Mariens - Saint-Yzan
RFN 500 000, spoorlijn tussen Chartres en Bordeaux-Sain-Jean
RFN 547 000, spoorlijn tussen Saint-Mariens - Saint-Yzan en Blaye

## Galerij

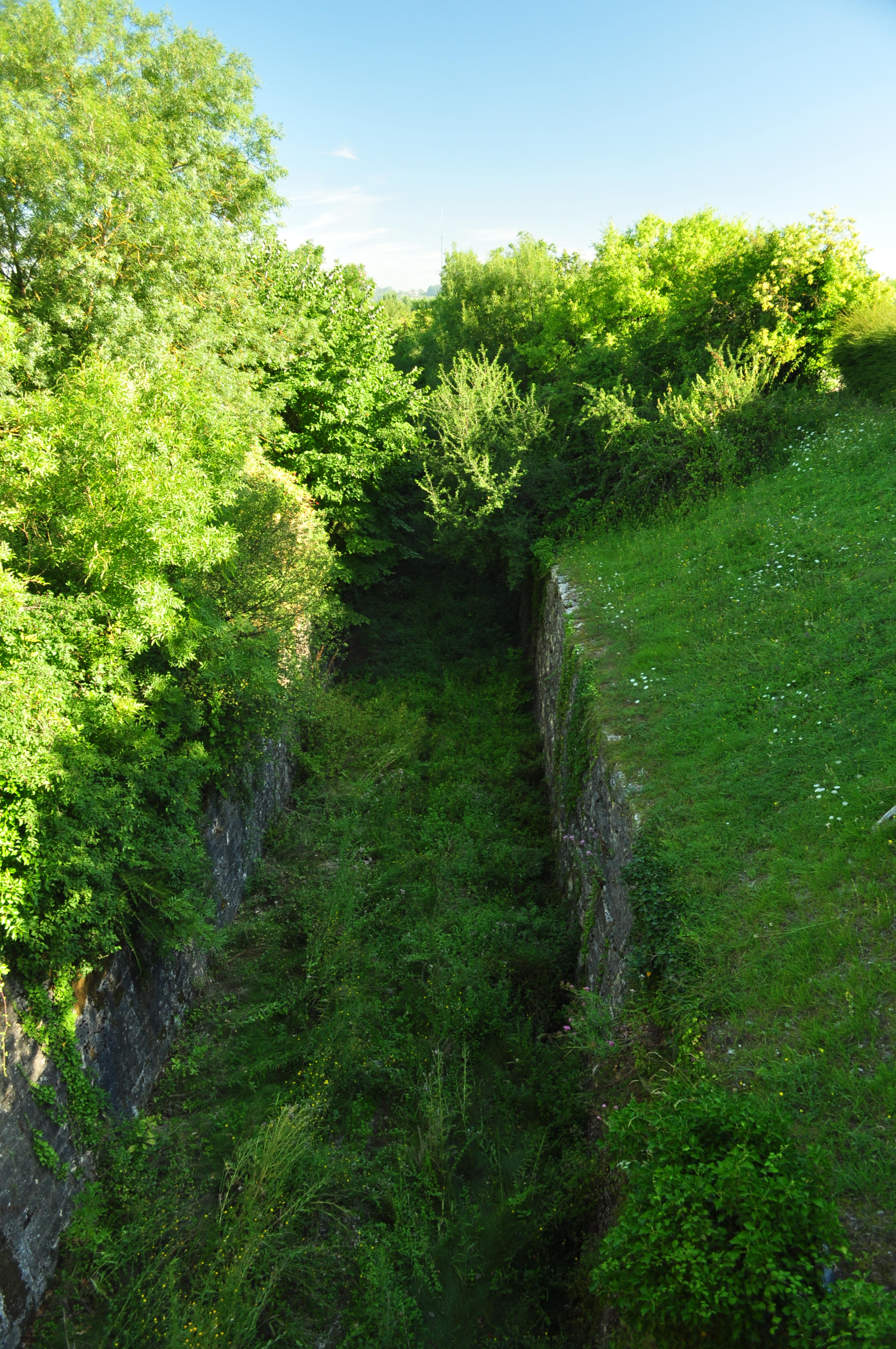
Voormalig tracé bij Châteauneuf-sur-Charente.
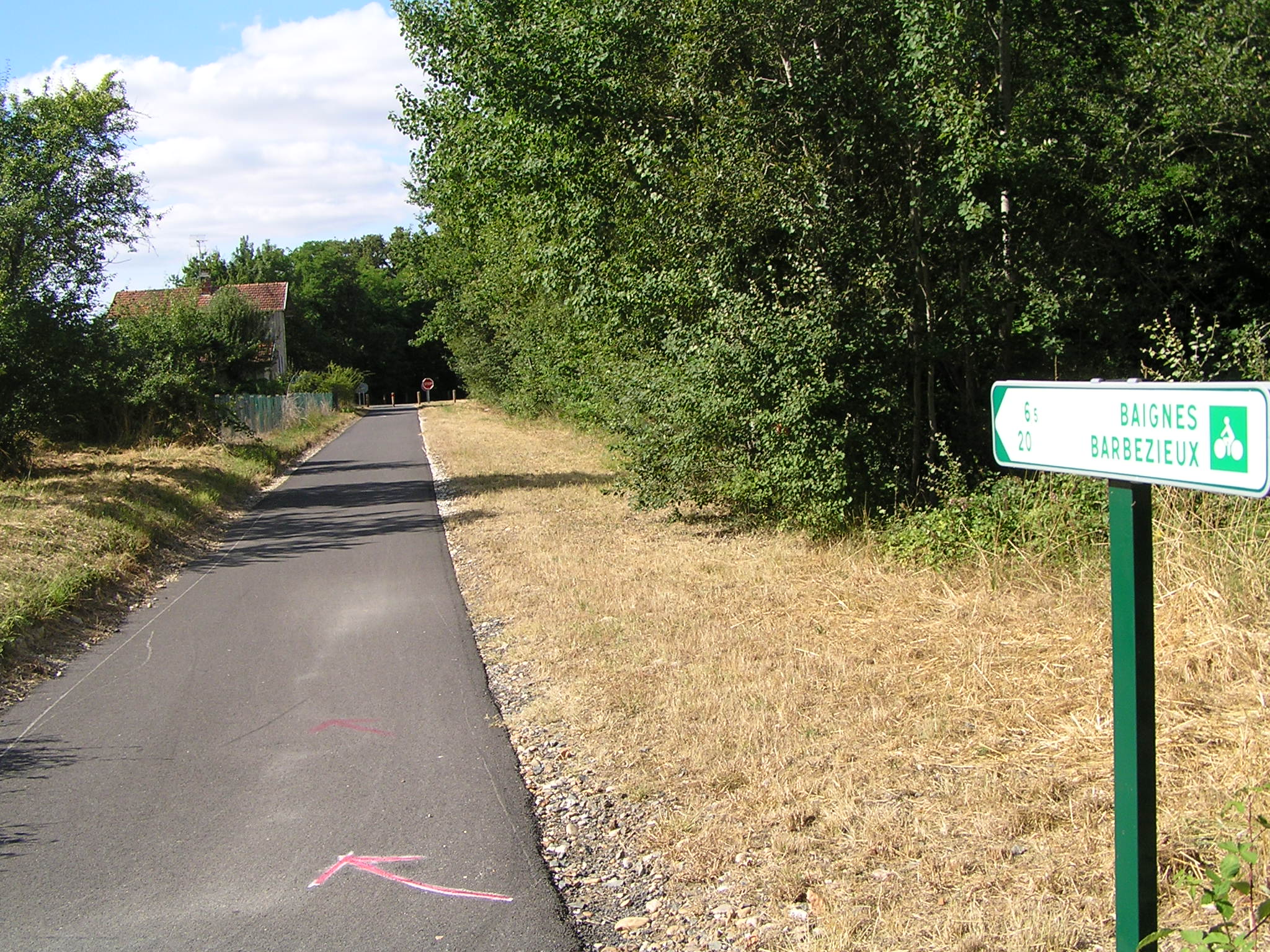
Tracé bij Chantillac, tegenwoordig fietspad.
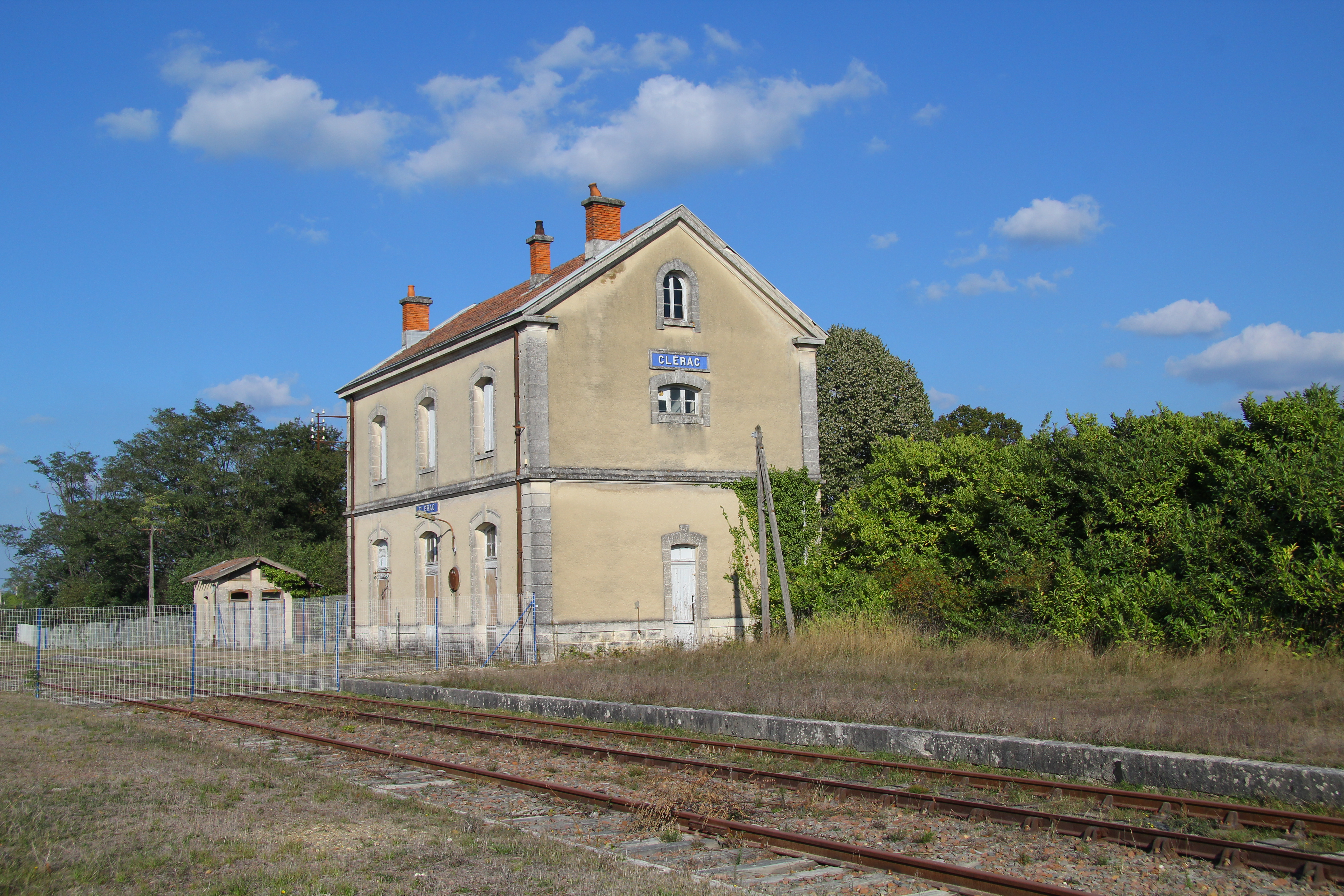
Station Clérac.
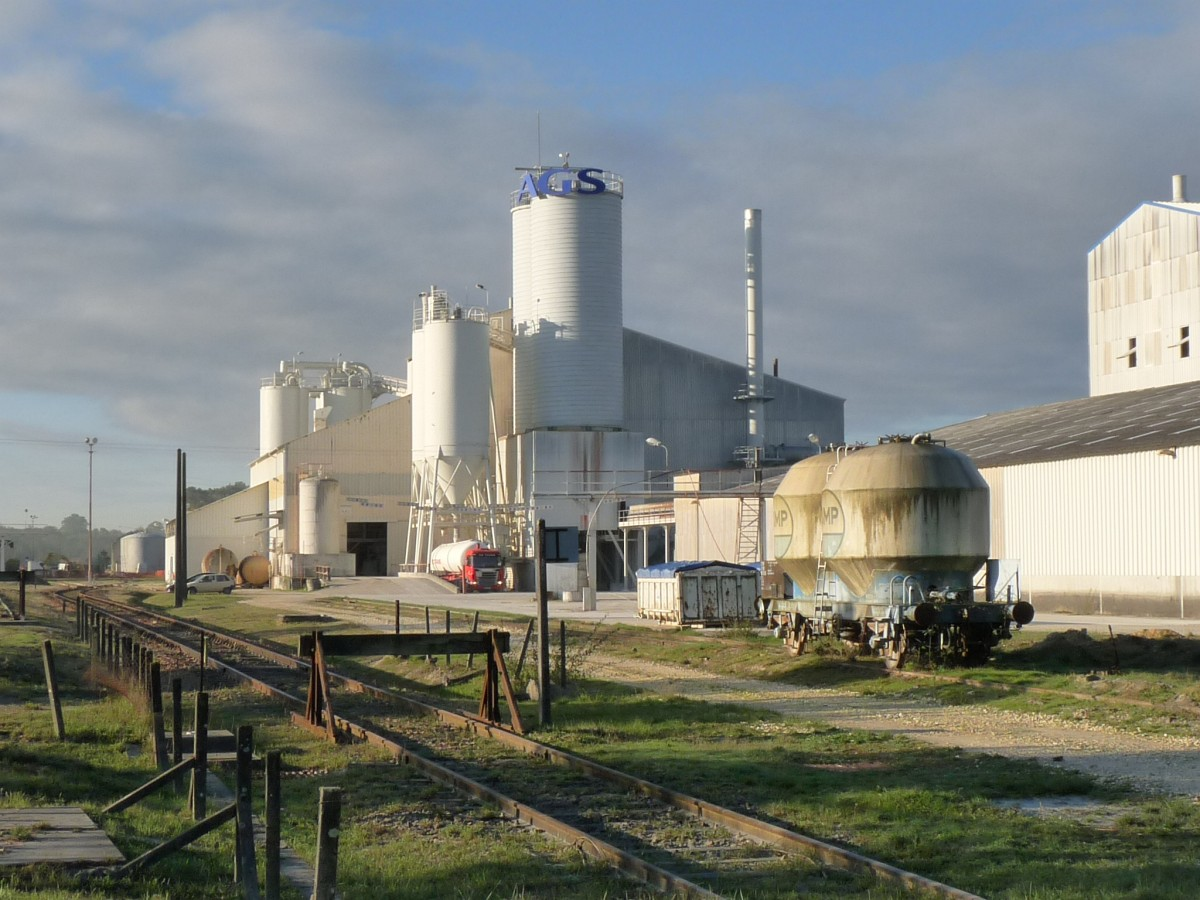
Eindpunt bij Clérac in 2012.